# Dabney Coleman

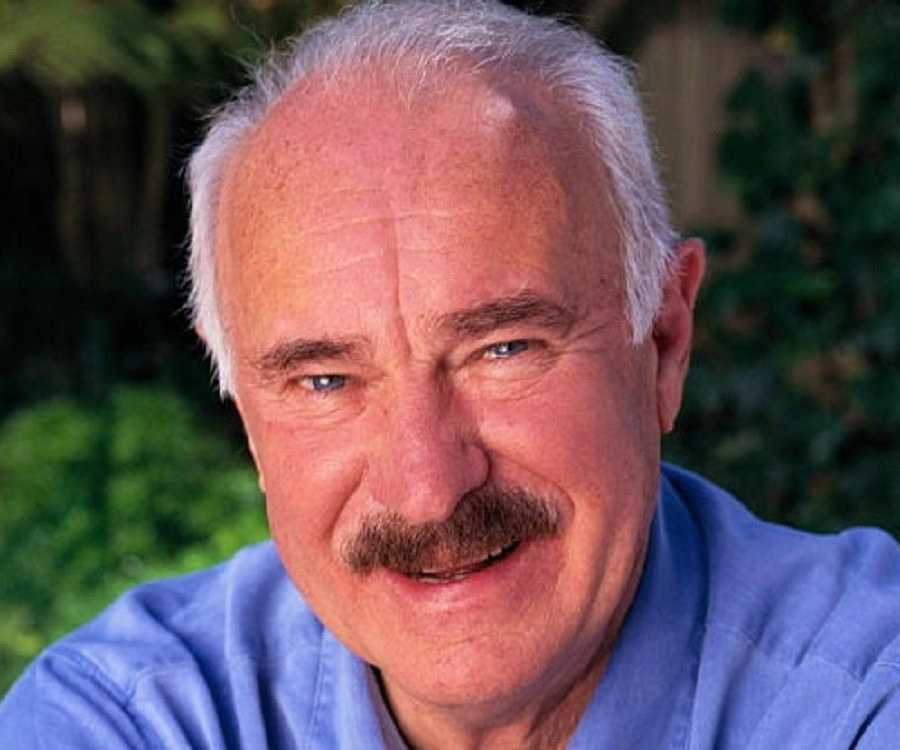
Dabney Coleman (2001)

Dabney Wharton Coleman (* 3. Januar 1932 in Austin, Texas; † 16. Mai 2024 in Santa Monica, Kalifornien) war ein US-amerikanischer Schauspieler. Der Emmy- und Golden-Globe-Preisträger spielte zwischen 1961 und 2019 in rund 180 Film- und Fernsehproduktionen.

## Leben und Karriere
Dabney Coleman wuchs als jüngstes von vier Kindern in Texas auf. Nach dem Tod seines Vaters im Jahr 1936 erzog die Mutter ihre Kinder alleine. Coleman studierte ab 1949 zwei Jahre am Virginia Military Institute, war dann zwei weitere Jahre bei der United States Army in Westdeutschland stationiert und begann anschließend ein Studium der Rechtswissenschaften an der University of Texas at Austin. Der Schauspieler Zachary Scott, ein Freund der Familie, ermunterte Coleman während dessen Zeit als Jurastudent, es mit der Schauspielerei zu versuchen. Mit 26 Jahren begann Coleman in New York unter Sanford Meisner am Neighborhood Playhouse School of the Theatre ein Schauspielstudium und spielte zunächst vor allem Theater. Er debütierte im Jahr 1961 als Fernsehschauspieler und wirkte in den folgenden Jahren zunächst in einzelnen Folgen der Fernsehserien Auf der Flucht, Bonanza, Invasion von der Wega und Columbo mit.
In den Vereinigten Staaten erhöhte sich Colemans Bekanntheitsgrad ab 1976 durch die von Norman Lear entwickelte Seifenopern-Parodie Mary Hartman, Mary Hartman (später umbenannt in Forever Fernwood), in der er zwei Jahre lang als Merle Jeeter den korrupten Bürgermeister des Handlungsortes Fernwood verkörperte. Auf der Kinoleinwand gewann seine Karriere im Jahr 1980 durch die Komödie Warum eigentlich … bringen wir den Chef nicht um? an Fahrt, in der er neben Jane Fonda, Lily Tomlin und Dolly Parton in der männlichen Hauptrolle des unsympathischen Firmenchefs zu sehen war, an dem sich die drei Frauen rächen. Auch danach war Coleman, dessen Markenzeichen sein Schnurrbart war, besonders häufig in der Rolle des schmierigen Schurken oder des von sich selbst eingenommenen Chauvinisten zu sehen – besonders oft in Komödien oder Sitcoms. Laut seinem Nachruf in der New York Times war ein „antagonistisches Verhalten“ für seine Figuren typisch, die grummelig, lautmäulig oder streng auftraten.
Insbesondere in den 1980er-Jahren erhielt Coleman einige große Filmrollen. 1981 stand er nochmals mit Jane Fonda in dem Drama Am goldenen See vor der Kamera. In der Komödie Tootsie (1982) verkörperte er neben Dustin Hoffman die Rolle eines sexistischen Fernsehregisseurs und in dem Thriller WarGames – Kriegsspiele (1983) war er an der Seite von Matthew Broderick als Wissenschaftler Dr. McKittrick zu sehen. In der Komödie Der Verrückte mit dem Geigenkasten (1985) trat er neben Tom Hanks auf. In der Komödie Schlappe Bullen beißen nicht (1987) spielte er neben Dan Aykroyd und Tom Hanks. In der Komödie Die Zeit der bunten Vögel (1990) übernahm er neben Uma Thurman eine der Hauptrollen. Coleman trat in den 1980er-Jahren auch weiterhin in Fernsehproduktionen auf, nun aber als Hauptdarsteller. Von 1983 bis 1984 verkörperte Coleman in der kurzlebigen, dennoch auch in Deutschland ausgestrahlten Fernsehserie Buffalo Bill die Hauptrolle eines arroganten Fernsehmoderators. Für die Hauptrolle in dem Fernsehfilm Zum Schweigen verdammt (1987), in dem er neben Peter Coyote und Liam Neeson mitwirkte, gewann Coleman einen Emmy Award und war für einen Golden Globe Award nominiert. Den Golden Globe gewann er aber im selben Jahr für seine Mitwirkung an der Sitcom The Slap Maxwell Story, in der er 22 Folgen lang die Titelfigur des eigenwilligen Sportreporters darstellte.
In den 1990er-Jahren folgten weitere Fernseh-Hauptrollen in den Sitcoms Drexell’s Class und Madman of the People, die sich aber beide nicht langfristig etablieren konnten. Für seine Darstellung des Mörders in der Columbo-Folge Tödliche Liebe erhielt Coleman 1991 seine letzte von insgesamt sechs Emmy-Nominierungen. 1998 war er in der romantischen Komödie e-m@il für Dich als Nelson Fox, der schwerreiche Vater der von Tom Hanks verkörperten Hauptfigur Joe Fox, zu sehen. Von 2001 bis 2004 trat er in der Fernsehserie The Guardian – Retter mit Herz als Rechtsanwalt Burton Fallin und Inhaber der Kanzlei Fallin Associates auf. Als Commodore Louis Kaestner gehörte er 2010 und 2011 in 17 Folgen zum Ensemble der HBO-Fernsehserie Boardwalk Empire. Colemans letzter Kinofilm war 2016 das von Warren Beatty inszenierte Drama Regeln spielen keine Rolle. Seine letzte Schauspielrolle hatte er 2019 als Vater der von Kevin Costner verkörperten Hauptfigur in der Westernserie Yellowstone. Insgesamt umfasst Colemans filmisches Schaffen zwischen 1961 und 2019 rund 180 Film- und Fernsehproduktionen.
Gelegentlich betätigte sich Coleman auch als Sprecher in Zeichentrickserien und -filmen, so sprach er etwa den Direktor Prickly in der Disney-Zeichentrickserie Disneys Große Pause.
Coleman war in den Jahren 1957 bis 1959 mit Ann Courtney Harrell verheiratet, in den Jahren 1961 bis 1983 mit der Schauspielerin Jean Hale. Er hatte drei Kinder aus seiner zweiten Ehe. Im Mai 2024 starb Dabney Coleman im Alter von 92 Jahren in seinem Zuhause in Santa Monica.

## Auszeichnungen
Im November 2014 erhielt er für seine Fernseharbeit einen Stern auf dem Hollywood Walk of Fame. 2017 wurde ihm bei den Satellite Awards der Mary Pickford Award verliehen.

## Filmografie (Auswahl)

### Film
- 1965: Stimme am Telefon (The Slender Thread)
- 1966: Dieses Mädchen ist für alle (This Property Is Condemned)
- 1968: Mit eisernen Fäusten (The Scalphunters)
- 1969: Immer Ärger mit den Mädchen (The Trouble with Girls)
- 1969: Schußfahrt (Downhill Racer)
- 1970: Ich liebe meine Frau (I Love My Wife)
- 1973: Zapfenstreich (Cinderella Liberty)
- 1974: Die Weltumseglung (The Dove)
- 1974: Flammendes Inferno (The Towering Inferno)
- 1975: 700 Meilen westwärts (Bite the Bullet)
- 1975: Leroy – Ein Gigant explodiert (Black Fist)
- 1975: Die Kehrseite der Medaille (The Other Side of the Mountain)
- 1976: Schlacht um Midway (Midway)
- 1977: Viva Knievel – Der Tod springt mit (Viva Knievel!)
- 1977: Der Mann mit der Stahlkralle (Rolling Thunder)
- 1978: Die letzte Schlacht (Go Tell the Spartans)
- 1979: Die Bullen von Dallas (North Dallas Forty)
- 1980: Ein Professor geht aufs Ganze (Nothing Personal)
- 1980: Zahltag im Supermarkt (How to Beat the High Co$t of Living)
- 1980: Melvin und Howard (Melvin and Howard)
- 1980: Warum eigentlich … bringen wir den Chef nicht um? (9 to 5)
- 1981: Am goldenen See (On Golden Pond)
- 1981: Schatz, du strahlst ja so! (Modern Problems)
- 1982: Küß’ mich, Doc! (Young Doctors in Love)
- 1982: Tootsie
- 1983: WarGames – Kriegsspiele (WarGames)
- 1984: Ein tödliches Spiel (Cloak & Dagger)
- 1984: Die Muppets erobern Manhattan (The Muppets Take Manhattan)
- 1985: Der Verrückte mit dem Geigenkasten (The Man with One Red Shoe)
- 1987: Schlappe Bullen beißen nicht (Dragnet)
- 1987: Zum Schweigen verdammt (Sworn to Silence)
- 1988: Heiß auf Trab (Hot To Trot)
- 1990: Die Zeit der bunten Vögel (Where the Heart Is)
- 1990: Short Time – Nichts als Ärger mit dem Kamikaze-Cop (Short Time)
- 1990: Applejuice (Meet the Applegates)
- 1992: Paydirt – Schmutziges Geld (There Goes the Neighborhood)
- 1993: Amos & Andrew – Zwei fast perfekte Chaoten (Amos & Andrew)
- 1993: Die Beverly Hillbillies sind los! (The Beverly Hillbillies)
- 1994: Clifford – Das kleine Scheusal (Clifford)
- 1997: Der Hexenclub von Bayonne (Un amour de sorcière)
- 1998: e-m@il für Dich (You’ve Got Mail)
- 1998: Präsidententöchter küßt man nicht (My Date with the President’s Daughter)
- 1998: Lautlose Invasion (Target Earth)
- 1999: Inspektor Gadget (Inspector Gadget)
- 1999: Stuart Little
- 2001: Disneys Große Pause: Die geheime Mission (Recess: School’s Out, Sprechrolle)
- 2001: Disneys Große Pause – Der Weihnachtswunderfilm (Recess Christmas: Miracle on Third Street, Sprechrolle)
- 2002: Der Aufstieg – The Climb (The Climb)
- 2002: Moonlight Mile
- 2003: Wir sind Fünftklässler (Recess: Taking the Fifth Grade, Sprechrolle)
- 2005: Domino
- 2016: Regeln spielen keine Rolle (Rules Don’t Apply)

### Fernsehen
- 1961: Gnadenlose Stadt (Naked City, 1 Folge)
- 1963/1964: Alfred Hitchcock zeigt (The Alfred Hitchcock Hour, 2 Folgen)
- 1964: The Outer Limits (3 Folgen)
- 1964–1966: Auf der Flucht (The Fugitive, 4 Folgen)
- 1965/1967: Bezaubernde Jeannie (I Dream of Jeannie, 2 Folgen)
- 1965–1974: FBI (The F.B.I., 7 Folgen)
- 1966–1967: Süß, aber ein bißchen verrückt (That Girl, 8 Folgen)
- 1967: Invasion von der Wega (The Invaders, 2 Folgen)
- 1968/1969: Bonanza (2 Folgen)
- 1970: The Brotherhood of the Bell (Fernsehfilm)
- 1972: Owen Marshall – Strafverteidiger (Owen Marshall: Counselor at Law, 1 Folge)
- 1972/1975: Mannix (2 Folgen)
- 1973: Der Chef (Ironside, 1 Folge)
- 1973: Columbo: Doppelter Schlag (Double Shock, Fernsehreihe)
- 1973/1976: Cannon (2 Folgen)
- 1973: Kojak – Einsatz in Manhattan (Kojak, Folge Der Bombenleger)
- 1973–1979: Barnaby Jones (5 Folgen)
- 1974: Kojak – Einsatz in Manhattan (Kojak, 1 Folge)
- 1974/1975: McMillan & Wife (2 Folgen)
- 1974/1976: Die Straßen von San Francisco (The Streets of San Francisco, 2 Folgen)
- 1975: FBI – Kampf dem Terror (Attack on Terror: The FBI vs. the Ku Klux Klan, Fernsehfilm)
- 1976: Die Zwei mit dem Dreh (Switch, 1 Folge)
- 1976: Petrocelli (1 Folge)
- 1976–1977: Mary Hartman, Mary Hartman (130 Folgen)
- 1977: Quincy (Quincy, M.E., 2 Folgen)
- 1977–1978: Forever Fernwood (130 Folgen)
- 1978: Love Boat (The Love Boat, 1 Folge)
- 1979: Noch Fragen Arnold? (Diff’rent Strokes, 2 Folgen)
- 1983–1984: Buffalo Bill (26 Folgen)
- 1986: Ed Murrow – Reporter aus Leidenschaft (Murrow, Fernsehfilm)
- 1986: Fresno (Miniserie, 6 Folgen)
- 1987–1988: The Slap Maxwell Story (22 Folgen)
- 1989/1990: It’s Garry Shandling’s Show (2 Folgen)
- 1991: Columbo: Tödliche Liebe (Columbo and the Murder of a Rock Star, Fernsehreihe)
- 1991: Die Schmach des Vergessens (Never Forget, Fernsehfilm)
- 1991–1992: Drexell's Class (18 Folgen)
- 1994–1995: Jack, die Nervensäge (Madman of the People, 16 Folgen)
- 1997–1999: Disneys Große Pause (Recess, Sprechrolle)
- 1998: Lautlose Invasion (Target Earth, Fernsehfilm)
- 1998: Strafversetzt – Mord in Manhattan (Exiled: A Law & Order Movie, Fernsehfilm)
- 1999: Ärger mit dem Weihnachtsmann (Must Be Santa, Fernsehfilm)
- 2001–2004: The Guardian – Retter mit Herz (The Guardian, 65 Folgen)
- 2006: Dating Alex (Courting Alex, 13 Folgen)
- 2007: Heartland (6 Folgen)
- 2009: Law & Order: Special Victims Unit (Folge Demenz)
- 2010–2011: Pound Puppies – Der Pfotenclub (Pound Puppies, 4 Folgen)
- 2010–2011: Boardwalk Empire (17 Folgen)
- 2016: Ray Donovan (1 Folge)
- 2019: Navy CIS (1 Folge)
- 2019: For the People (1 Folge)
- 2019: Yellowstone (1 Folge)